# Sekiro: Shadows Die Twice
Sekiro: Shadows Die Twice je akční adventura z roku 2019 vyvinutá společností FromSoftware, která ji rovněž vydala pro Japonsko. O mezinárodní vydání se postaralo studio Activision. Hra vyšla pro PlayStation 4, Windows a Xbox One a v říjnu 2020 pro Stadii.

## Synopse
Hráči ovládají šinobiho Wolfa, který se vydává na výpravu za záchranou svého pána. Zaplétá se do konfliktu o osud Ashiny. Hra se odehrává se ve fiktivním Japonsku v období Sengoku a silně odkazuje na buddhistickou mytologii a filozofii. 

## Vývoj
Hra je zaměřena na stealth, průzkum a boj, přičemž zvláštní důraz je kladen na souboje s bossy. Hlavní režisér Hidetaka Mijazaki chtěl vytvořit výraznější odklon od série Dark Souls. Chtěl vytvořit hru s japonskou tematikou kolem šinobi a nindžů. Vývoj videohry započal v roce 2015 po vydaní hry Bloodborne.

## Vydání a recenze
Hra vyšla 22. března 2019 pro PlayStation 4, Windows a Xbox One a v říjnu 2020 pro Stadii.
Setkala se s uznáním kritiků, kteří chválili její hratelnost a prostředí. Přirovnávali ji k předchozím dílům společnosti FromSoftware, ačkoli názory na její těžkou obtížnost se větvily. Na konci roku získala několik ocenění, včetně ceny Game Award za hru roku. K září roku 2023 se jí prodalo deset milionů kusů.